# Алис Мартино
Алис Кетрин Мартино (енгл. Alice Martineau; 8. јун 1972 — 6. март 2003) била је енглеска пјевачица.

## Дјетињство и приватни живот
Алис Мартино рођена је у Мертону, грофовији Сари, од родитеља Дејвида Мартиноа и Лиз Алом. Њен старији брат, Лук, је сликар. Њен ујак је музички продуцент, Том Алом, који је радио на албумима за бендове Judas Priest и Def Leppard. Мартино је свирала клавир и флауту у дјетињству, развијајући страст за писање пјесама и наступање пред публиком.
Мартино је рођена са цистичном фиброзом, генетским поремећајем који узрокује хроничну болест плућа и дигестивне проблеме. Током дјетињства, морала је да користи специјалну дијету, антибиотике и физиотерапију. Године 1993, започела је студирање енглеског језика на универзитету Варвик, али је морала да га напусти након двије недеље, због инфекције плућа. Студирање је наставила на универзитету у Лондону, гдје је дипломирала у првој класи.
Након дипломирања, почела је да ради као модел. Бојала се да ће због здравственог стања остати без уговора, крила је своју болест тако што би у агенције дошла рано, а одлазила касно, како се не би примијетили проблеми са дисањем. С обзиром на то да је имала проблема и приликом ходања, због недостатка витамина, носила је патике на интервјуима. Добила је посао у агенцији специјализованој за рад са моделима са необичним особинама. Појављивала се у часописима за тинејџере Само 17 и Џеки.
Прије почетка каријере кантаутора, Мартино се појављивала у неколико музичких спотова на MTV-ију, а учествовала је и телевизијском шоу програму Ричард и Џуди.

## Музичка каријера
Сматрала је да ће јој здравствено стање сметати да пјева, због чега првобитно није хтјела да покрене музичку каријеру, али након часова пјевања, постало је јасно да њено константно хватање даха само појачава дијафрагму. Упркос томе што јој се здравље погоршавало, наступала је на свиркама уживо у Лондону до 2001 и неколико компанија понудило јој је уговор, али би га повлачиле након што су схватиле да је озбиљно болесна и да је на листи чекања за трансплантацију срца, плућа и јетре.
Године 2002, написала је чланак за часопис Дејли телеграф, о свом чекању на троструку трансплантацију која би јој спасила живот. Наредног дана, њен менаџер је однио њен демо снимак у дискографску кућу Sony Music и крајем 2002. године, потписала је уговор са њиховом кућом. Дебитантски албум издала је брзо, јер је већина пјесама већ било написано током претходне три године. Њен дебитантски сингл, "If I Fall", објављен је 11. новембра 2002. Спот за пјесму снимљен је у Врајзбурију. Албум под називом Daydreams, објавила је недељу дана касније, 18. новембра 2002. године. Пјесме на албуму продуцирало је више особа, укључујући Мориса де Вриса.
Сони је планирао да изда други сингл, "The Right Time", 10. фебруара 2003, али је отказао издавања због болести Мартинове.

## Смрт
Мартино је остала на листи чекања за трансплантацију срца, плућа и јетре више од годину и по дана, прије него што је умрла у својој кући, на дан 6. марта 2003. године. Би-Би-Си је снимио фокументарни филм под називом Девет живота Алис Мартино, неколико мјесеци прије њене смрти.
На дан 9. фебруара 2017. године, Алис Питерсон је објавила књигу Пјесма за сјутра, инспирисану животном причом Мартинове. Прати њену борбу против цистичне фиброзе, као и њено животно путовање кроз љубав и музику.

## Дискографија

### Албуми
- Daydreams (новембар 2002)

### Синглови
- "If I Fall" (новембар 2002)
- "The Right Time" (није објављен)